# Patrick Verde
Patrick Verde est un acteur français ayant fait carrière au cinéma, à la télévision et au théâtre entre 1966 et 1975,.

## Biographie
Patrick Verde suit l'enseignement du conservatoire de Rouen avant d'intégrer la promotion 1969 du Conservatoire national supérieur d'art dramatique. Il y a notamment pour condisciples Catherine Hiegel, Nicole Calfan et Jean-Luc Moreau. Jean-Paul Carrère, son professeur de télévision, lui ouvre les portes du petit écran.
Après l'avoir vu incarner le chevalier au lion dans un téléfilm de Claude Santelli, le grand public le retrouve dans le rôle de Guillaume, un des protagonistes de la sérié à succès Adieu mes quinze ans (1971) adaptée du best-seller de Claude Campagne. Il connait un nouveau succès avec le feuilleton Le Dessous du ciel (1974) dont il partage la vedette avec Marie-Georges Pascal, Gérard Chambre et Pierre Brice. Grand, posé, ayant effectué son service militaire chez les paras, l'acteur y endosse tout naturellement le rôle de Franck, le moniteur de parachutisme.
Au cinéma, Patrick Verde tourne en 1969 dans Du côté d'Orouët avec Bernard Menez et Caroline Cartier. Le film de Jacques Rozier, aujourd'hui réévalué, doit attendre 1973 pour ne bénéficier que d'une sortie très discrète. L'année suivante, il tourne aux côtés de Sandra Julien dans Je suis une nymphomane, un des grands succès de la « période érotique » de Max Pécas.

## Filmographie
- 1966 : Au théâtre ce soir : Virginie de Michel André, réalisation de Pierre Sabbagh : le lieutenant
- 1970 : Les Quartiers de Paris, épisode Mars en Paris, de Jean-Paul Carrère
- 1970 : La Mort de Danton, téléfilm de Claude Barma
- 1970 : Lancelot du Lac, téléfilm de Claude Santelli : Yvain
- 1971 : Je suis une nymphomane, de Max Pécas : Michel
- 1971 : Adieu mes quinze ans, série télévisée de Claude de Givray : Guillaume
- 1972 : Les Cent Livres des hommes, épisode Les Souffrances du jeune Werther de Bernard d'Abrigeon : Albert
- 1973 : Du côté d'Orouët, de Jacques Rozier : Patrick
- 1973 : L'Hiver d'un gentilhomme de Yannick Andréi : Guillaume d'Anzet
- 1973 : Karatékas and Co, épisode Deux millions de fusils, d'Edmond Tyborowski
- 1973 : Le Drakkar de Jacques Pierre : Pierre Nogaret
- 1974 : Le Dessous du ciel, série télévisée de Roger Gillioz : Franck
- 1975 : Les Aventures de Simplicius Simplicissimus (Des Christoffel von Grimmelshausen abenteuerlicher Simplicissimus) de Fritz Umgelter

## Théâtre
- 1966 : Virginie de Michel André, m.e.s. Christian-Gérard, Théâtre Marigny : le lieutenant
- 1970 : Le Précepteur de Jakob Lenz, m.e.s. Antoine Vitez, Théâtre de l'Ouest parisien :Frédéric von Berg
- 1971 : Henri VIII de William Shakespeare, m.e.s. Gabriel Garran, Théâtre de la Commune : Campéius
- 1971 : Le Testament du chien d'Ariano Suassuna, m.e.s. Guy Lauzin, Théâtre de l'Odéon : le paillasse
- 1972 : Le Remora de Serge Rezvani, m.e.s. Michel Berto, Théâtre de l'Odéon : Karlos
- 1973 : Qui a peur de Virginia Woolf ? de Edward Albee, m.e.s. René Lesage, Comédie des Alpes (Grenoble), Maison de la Culture de Rennes : Nick